# Di An
Di An (ou Dĩ An en vietnamien) est une ville du sud du Viêt Nam située dans la province de Binh Duong à 20 kilomètres au nord d'Hô-Chi-Minh-Ville (Saïgon). Sa population comptait 73 859 habitants en 2009.

## Géographie et transport
Di An fait désormais partie de la mégapole d'Hô-Chi-Minh-Ville, première agglomération économique du Viêt Nam. La capitale du pays, Hanoï, se trouve à 1706 kilomètres au nord par le train.
Il est prévu de faire de Di An une gare ferroviaire importante de correspondance pour le Transasiatique. La ville permettrait ainsi de relier une demi-douzaine de lignes de chemin de fer de l'Asie du Sud-Est, en commençant par le Cambodge, dont la frontière serait franchie près de Lộc Ninh. L'arrondissement de Dĩ An possède aujourd'hui deux gares, celle de Dĩ An même et celle de Sóng Thần.
La nouvelle gare routière de l'Est située à Di An, sera le terminus de la ligne 1 du Métro de Hô-Chi-Minh-Ville qui doit ouvrir en 2021.
L'usine locale de fabrication de tramways est la plus importante de tout le Sud Viêt Nam.

## Administration
Di An est une des quarante villes-district du pays (en vietnamien: thị xã). Elle est divisée en sept arrondissements (phường) : Dĩ An (centre-ville proprement dit de 1 044 hectares avec les organes administratifs), An Bình, Bình An, Bình Thắng, Đông Hòa, Tân Bình et Tân Đông Hiệp.

## Historique
Pendant la Guerre du Vietnam, Di An était le siège de la 1re Division de l'armée américaine. La 1re Division d'infanterie a été rappelée aux États-Unis en 1969 et 1970. Le 11e Régiment de cavalerie blindée (11th Armored Cavalry Regiment) est demeuré à Di An jusqu'en 1972.